# Лотовицы
Лотовицы — деревня в Опочецком районе Псковской области России. Входит в состав Варыгинской волости.
Расположена в 9 км к северо-западу от города Опочка, на правом берегу реки Исса, и в 1 км к востоку от волостного центра, деревни Варыгино.
Численность населения по оценке на конец 2000 года составляла 27 жителей, на 2012 год — 9 жителей.